# アレクサンドル・コミン
アレクサンドル・ニコラエヴィッチ・コミン（Александр Николаевич Комин、1953年 - 1999年6月15日）はロシアの犯罪者。キーロフ州にあるヴャツキエ・ポリャーヌイという町で1995年1月から1997年7月までの2年半に渡り、誘拐・監禁・殺人を犯した。
コミンは元々電気工事士として働いていたが、妻に浮気されるなど女性関係がうまくいかなかった。そんな彼は女性を監禁し、自らの奴隷にしたいという願望を抱くようになる。
コミンは、野菜を育てるための部屋を作りたいと言って友人の男を騙し、2人で一緒に数メートルの深さのある地下室を建設した。その部屋には頑丈な扉がつけられていた。地下室に数人の女性達を監禁し、ミシンで服を作らせていた。彼の犯行によって7人が拉致監禁され、そのうちの4人が殺害された。（うち1人は男性）
1997年にコミンは逮捕され、裁判で終身刑が言い渡されたが、1999年6月15日に獄中で刃物によって静脈を切り、自殺を遂げた。コミンに協力していた友人の男は懲役20年の刑を受けた。

## 参考資料
- 秘密の奴隷部屋、ロシアの殺人鬼! - ウェイバックマシン（2008年4月14日アーカイブ分）（ザ!世界仰天ニュース2008年4月9日放送）